# Humulone
 (avril 2021).
Si vous disposez d'ouvrages ou d'articles de référence ou si vous connaissez des sites web de qualité traitant du thème abordé ici, merci de compléter l'article en donnant les références utiles à sa vérifiabilité et en les liant à la section « Notes et références ».
L'humulone est une substance qui provient de la dégradation de la lupuline, le principe actif du houblon.
C'est au cours de la fabrication de la bière, lorsque le houblon est ajouté et bouilli, que l'humulone est produite avec la lupulone. Par la suite une partie de celle-ci est isomérisée en isohumulones : la cis-isohumulone et la trans-isohumulone. Les isohumulones stabilisent la bière, lui procurent son amertume et stabilisent la mousse.
L'humulone est aussi appelée « acide alpha », cependant ce n'est pas un acide carboxylique. Le groupe des humulones (ou acide alpha) est représenté principalement par trois molécules : l'humulone, l'adhumulone et la cohumulone.